# دوشان تاديتش
دوشان تاديتش ((بالسيريلية الصربية: Dušan Tadić)؛ مواليد 20 نوفمبر 1988) هو لاعب كرة قدم صربي يلعب حالياً لنادي فنار باغجه التركي والمنتخب الصربي. ويجيد اللعب في مركز الوسط الهجومي ورأس الحربة وسبق أن لعب لنادي أياكس الهولندي وساهم معهم في أول 40 لقاء في موسم 2019 ب 26 هدف و14 صناعة وساهم في صعود الفريق إلى دور نصف نهائي دوري أبطال أوروبا 2018–19 بعد غياب طويل.

## مسيرته الكروية
لعب دوشان تاديتش خلال مسيرته الاحترافية مع 5 أندية في أربعة عشر موسمًا وسجل خلالها 131 هدف ضمن 434 مباراة. حيث فاز في موسم واحد بالكأس وفي موسم واحد بالدوري.
خاض دوشان تاديتش مسيرته مع نادي فويفودينا في موسم 2006–07 ليلعب معه أربعة مواسم، مشاركًا في 107 مباراة سجل خلالها 29 هدفًا. ثم انتقل إلى نادي غرونينغن في موسم 2010–11 ولمدة موسمين، حيث شارك في 68 مباراة سجل خلالها 14 هدفًا. لينتقل بعدها إلى نادي تفينتي أنشخيدة في موسم 2012–13 ولمدة موسمين، مشاركًا في 66 مباراة سجل خلالها 28 هدفًا. ثم انتقل إلى نادي ساوثهامبتون في موسم 2014–15 ليلعب معه أربعة مواسم، مشاركًا في 134 مباراة سجل خلالها 21 هدفًا. هذا وانتقل لاحقًا إلى نادي أياكس أمستردام في موسم 2018–19 ولمدة موسمين، مشاركًا في 59 مباراة سجل خلالها 39 هدفًا.

## الإنجازات

### النادي
أياكس أمستردام
- الدوري الهولندي الممتاز : 2018–19، 2020–21، 2021–22
- كأس هولندا : 2018–19، 2020–21
- كأس السوبر الهولندي : 2019
- الدوري الأوروبي الوصيف : 2016–17[4]

## روابط خارجية
- دوشان تاديتش على موقع الاتحاد الدولي (مؤرشف)  (الإنجليزية)
- دوشان تاديتش على موقع الاتحاد الأوربي (الإنجليزية)
- دوشان تاديتش على موقع اتحاد تركيا (لاعب) (الإنجليزية)
- دوشان تاديتش على موقع قاعدة بيانات كرة القدم.إي يو (الإنجليزية)
- دوشان تاديتش على موقع ليكيب (الفرنسية)
- دوشان تاديتش على موقع ناشيونال فوتبول تيمز (الإنجليزية)
- دوشان تاديتش على موقع Soccerbase.com (لاعب) (الإنجليزية)
- دوشان تاديتش على موقع Soccerway.com (الإنجليزية)
- دوشان تاديتش على موقع عالم كرة القدم.نت (الإنجليزية)
- دوشان تاديتش على موقع اللجنة الأولمبية الدولية (الإنجليزية)